# Mittelmosel

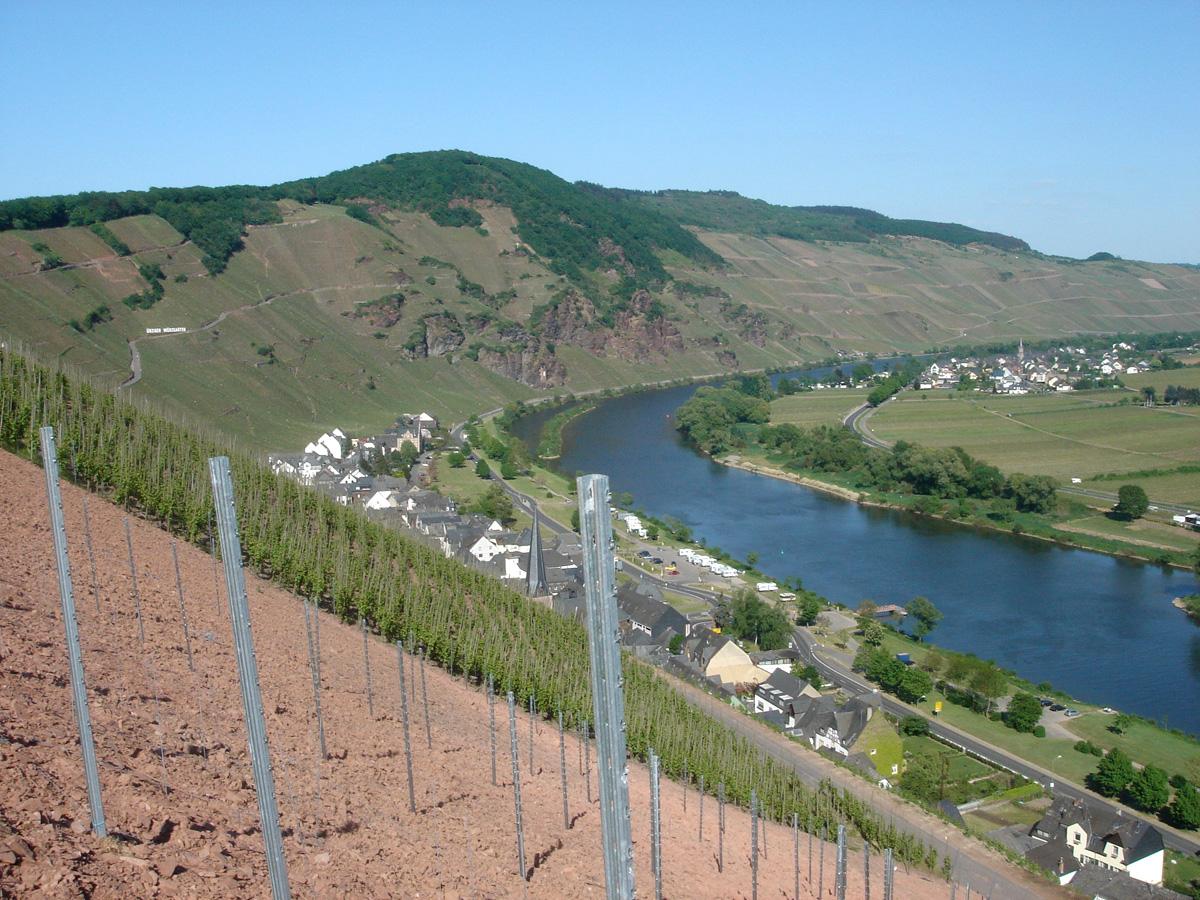
Ürziger Würzgarten

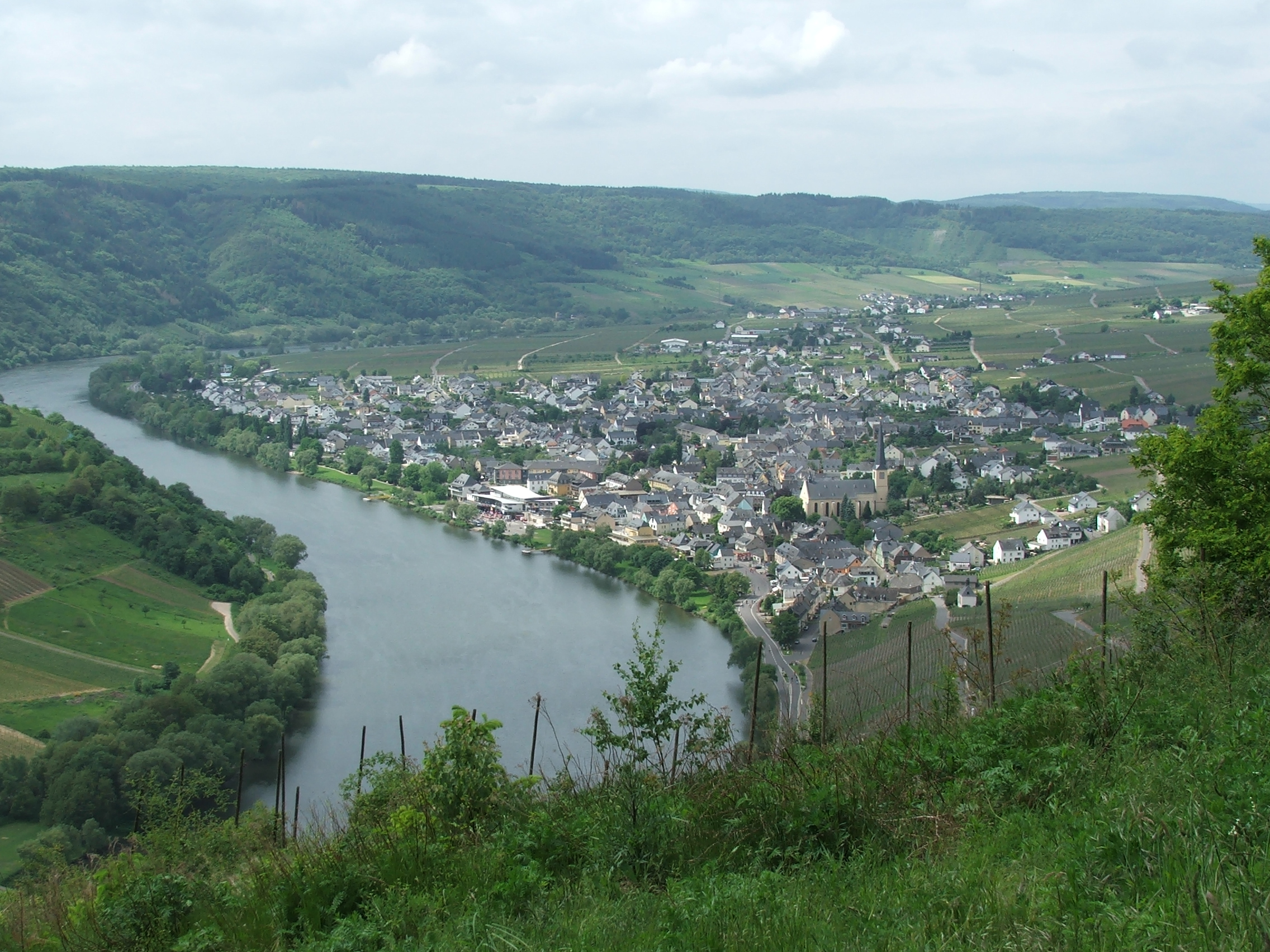
Blick auf Kröv (Mittelmosel)

Als Mittelmosel bezeichnet man in Deutschland den etwa 120 Kilometer langen Flussabschnitt der Mosel, der im Bundesland Rheinland-Pfalz von der Stadt Trier bis Reil im Landkreis Bernkastel-Wittlich verläuft. Der vorhergehende Abschnitt von Perl (Saarland) bis zur Saarmündung bei Konz (Landkreis Trier-Saarburg) wird als Obermosel bezeichnet. Der sich anschließende Flussabschnitt ab Pünderich im Landkreis Cochem-Zell bis zur Mündung der Mosel in den Rhein in Koblenz wird Untermosel genannt. Die Mittelmosel entspricht dem Weinbaubereich Bernkastel.

## Landschaft
Die Mittelmosellandschaft ist geprägt durch die vielen Mäander des Flusses, der hier zwischen den Mittelgebirgen Hunsrück und Eifel in einem tief eingeschnittenen Tal mit teilweise steil abfallenden Hängen, an denen der Moselwein wächst, einen landschaftlich außergewöhnlich reizvollen Weg gefunden hat. Flussabwärts säumt eine Vielzahl bekannter Weinorte die Mittelmosel, darunter Schweich, Longuich, Mehring (Mosel), Klüsserath, Trittenheim, Neumagen-Dhron, Piesport, Brauneberg-Filzen, Lieser, Bernkastel-Kues, Zeltingen-Rachtig, Ürzig, Kinheim, Kröv, Traben-Trarbach und Reil. Die Mittelmosel ist seit der Römerzeit vom Weinbau geprägt. Die Römer nutzten die Mosel schon damals als Transportweg für den hier erzeugten Wein.

## Weinbau
Moselweine des Anbaugebietes Mosel sind vor allem Riesling-Weißweine. Neben der Riesling-Rebe findet man vereinzelt auch Rivaner/Müller-Thurgau, Weißburgunder und Kerner. Obwohl die Mosel kein klassisches Rotweingebiet ist, werden der Nachfrage entsprechend seit Ende der 1990er-Jahre zunehmend auch Rotweine angebaut wie Blauer Spätburgunder. 
Die Winzerbetriebe an der Mittelmosel bieten darüber hinaus Winzersekt, Wein- und Obstbrände und Liköre an. Sie vermarkten ihre Produkte weitgehend, wie in allen Weinbaugebieten, selbst und präsentieren sie in Wein- oder Probierstuben, Straußwirtschaften und während der warmen Jahreszeit auf diversen Hoffesten.